# Admon Gilder
Admon Gilder Jr (ur. 14 listopada 1995 w Dallas) – amerykański koszykarz, występujący na pozycji rzucającego obrońcy, obecnie zawodnik PGE Spójni Stargard.
W 2015 został wybrany najlepszym zawodnikiem szkół średnich stanu Teksas (Gatorade Texas Player of the Year, Texas Mr. Basketball). Został też zaliczony do I składu Parade All-American. W 2016 i 2017 brał udział w turnieju Adidas Nations Counselors.
23 listopada 2021 dołączył do PGE Spójni Stargard.

## Osiągnięcia
Stan na 14 grudnia 2021, na podstawie, o ile nie zaznaczono inaczej.
NCAA
- Uczestnik rozgrywek Sweet 16 turnieju NCAA (2016, 2018)
- Mistrz:
  - turnieju konferencji West Coast Conference (WCC – 2020)
  - sezonu regularnego konferencji:
    - Southeastern (SEC – 2017)
    - WCC (2020)
- Najlepszy nowo przybyły zawodnik WCC (2020)
- Zaliczony do:
  - I składu defensywnego WCC (2020 przez Street & Smith’s )
  - II składu WCC (2020 przez magazyn Lindy’s, Athlon)
- Zawodnik tygodnia SEC (13.11.2017)